# Ann M. Fudge
Ann Marie Fudge (Washington, 23 de abril de 1951) es una empresaria estadounidense que forma parte de varias juntas corporativas, incluidas las de General Electric, Novartis, Unilever e Infosys, así como en varias juntas sin fines de lucro. Fue presidenta y directora ejecutiva de Young & Rubicam Brands, una red global de empresas de comunicaciones de marketing.  Fudge en 2010, participó en la Comisión Nacional de Reforma y Responsabilidad Fiscal del presidente Barack Obama.

## Biografía
Fudge nació y creció en Washington D. C. y asistió a las escuelas católicas de la ciudad, hasta el grado 12. Citó los disturbios que vivió después del asesinato del Rev. Dr. Martin Luther King Jr. como una experiencia 'hiriente' pero formativa. 
"Me hicieron increíblemente decidida"
“Quería hacer algo que los negros no hubieran hecho antes. Cuando encontré obstáculos, eso fue lo que me mantuvo en marcha".
Creció como clase media en Washington, la primera de dos hijos nacidos de una madre que era gerente en la Agencia de Seguridad Nacional y un padre que era administrador en el Servicio Postal. Hicieron hincapié en la educación. Fudge también le da crédito a las monjas por empujarla a dar lo mejor de sí misma".
Fudge se graduó de Simmons College y Harvard Business School,  obteniendo respectivamente BA con honores en administración minorista, 1973; y MBA, 1977.  En 1998, HBS Prof. Stephen A. Greyser recordó a Fudge como "una ciudadana y una estudiante sólida".

Mientras estudiaba el segundo año en Simmons, se casó con Rich Fudge. Antes de graduarse, tuvieron un bebé, Rich Jr. Tuvo que equilibrar las exigencias personales y académicas/profesionales desde esa etapa temprana. 
"Su mejor recuerdo de General Mills... involucró a su hijo menor, Kevin, entonces de 9 años. Fudge acababa de ser nombrada directora de marketing, la primera negra en ese nivel. "Llegué a casa muy emocionada y le estaba contando a mi familia, y él dijo: "¿Cuál es el problema, mamá? Así que ahora en lugar de una marca, tienes cuatro. Usted puede hacer eso." Él estaba en lo correcto. Mis hijos han ayudado a mantener las cosas en perspectiva'".
En 2004 fue entrevistada por Business Week para hablar de sus opciones educativas, y dijo:
"Cuando estaba en Simmons College, tuve esta gran profesora: Margaret Hennig. Ella fue quien me animó a pensar en los negocios y aplicar a la Escuela de Negocios de Harvard.
Fudge y Hennig escribieron el primer libro sobre mujeres en los negocios, llamado The Managerial Woman, y fundaron la Simmons Graduate School of Business. 
"Apliqué a la Escuela de Negocios de Harvard en mi último año".
Fudge también se destaca por haber seguido su carrera a pesar del techo de cristal que se ha visto que frustra la promoción a los rangos más altos, enfrentando particularmente a mujeres y minorías en la fuerza laboral corporativa. Y, con respecto a las mudanzas relativamente tempranas de Fudge del trabajo, este mismo artículo de Business Week de 2004 también incluía una barra lateral sobre otras cuatro mujeres que dejaron puestos de alto poder en el mundo corporativo para encontrar un lugar donde pudieran trabajar en sus propios términos. 
Fudge ha vivido desde 2010 en Chestnut Hill, Massachusetts.  Ella y su esposo tienen cinco nietos y practica la religión católica.

## Trayectoria
Uno de los primeros trabajos que Fudge realizó fue cuando aún estaba en la escuela secundaria fue con Teen Board en los grandes almacenes Hecht. Este incluía asesorar sobre moda adolescente y un viaje a revistas de moda en Nueva York. Al terminar la universidad, Fudge trabajó en el departamento de recursos humanos de General Electric Company antes de obtener su MBA.
Después de Harvard, pasó nueve años en General Mills. Su mayor logro allí, fue su papel como asistente de marketing en el equipo que desarrolló Honey Nut Cheerios. Hoy en día, es una de las marcas de cereales más importantes del país". Luego se desempeñó, en última instancia, como presidente de la división de bebidas, postres y correos, una unidad de $ 5 mil millones de Kraft Foods. En Kraft, se desempeñó en el comité de administración y administró muchos negocios, incluidos el café Maxwell House, Gevalia kaffe, Kool-Aid, Crystal Light, Post Cereals, postres Jell-O y Altoids. 
En 1998, la revista Fortune nombró a Fudge en el puesto 30 de la lista de las 50 mujeres más influyentes en los negocios estadounidenses, mientras era vicepresidenta ejecutiva de Kraft. En ese momento, el café y los cereales de los que Fudge era responsable representaban 2 700 millones de dólares (16%) de los 16 800 millones de dólares en ventas de Kraft. En ese momento también formó parte de los directorios de AlliedSignal, Liz Claiborne, (ambos desde 1993) y Catalyst, Inc. 
En 2001, después de un año como presidenta de la empresa bebidas et al. división de Kraft, Fudge decidió retirarse. Ella relató a Business Week que su elección de dejar Kraft se basó en una serie de razones. Tenía el objetivo de jubilarse antes de los 50 años; había lidiado con la reciente enfermedad y muerte de sus padres, algunos amigos cercanos y parientes. "Para ser honesta, todavía no lo he descubierto. . . . Definitivamente no fue insatisfacción. Era dar un paso atrás y decir: "¿Para qué estás realmente aquí? ¿Qué es lo que realmente quieres lograr?" .
Pasó dos años reconectándose con amigos y familiares y profundizando en el trabajo comunitario. Su aporte social incluyó el trabajo con varias organizaciones, incluido el Consejo de Liderazgo Ejecutivo, un grupo sin fines de lucro de líderes afroamericanos de alto nivel en los negocios, Boys & Girls Clubs of America, Partnership for a Drug-Free America y United Way, entre otros. Durante su tiempo fuera, Fudge se inspiró en el poder que tienen las personas para marcar la diferencia en el mundo". 
En 2003 Fudge retoma la vida empresarial y se desempeñó como presidenta y directora ejecutiva de Young & Rubicam Brands entre los años 2003 y 2007. En 2004, Business Week resumió algunos de los desafíos que enfrentaba y dijo que Y&R "ha sufrido una mala administración y una fusión desordenada en los últimos años. Las diversas unidades tienden a trabajar de forma aislada. La agencia de publicidad ha perdido algunos clientes importantes. Y los empleados están descontentos... [incluyendo] informes de animosidad entre Fudge y el director creativo Michael Patti".  
Fudge en 2008, fue invitada para formar parte de la sala de juntas de Carlson School of Management de la Universidad de Minnesota .
En febrero de 2011, fue presentada por el Commonwealth Institute en Miami, Florida,  y en abril de este mismo año, habló en el Club Económico de Minnesota.
Este mismo año, Fudge formó parte de las juntas directivas de General Electric, Novartis y Unilever y se desempeñó como presidenta de la Junta Asesora de Programas de EE. UU. de la Fundación Gates ; y fue fideicomisaria de la Fundación Rockefeller, la Institución Brookings,  el Consejo de Relaciones Exteriores y el Morehouse College.  Ha sido fideicomisaria de Morehouse desde abril de 2006.  También ha sido miembro de la junta directiva de Buzzient, Inc, y se desempeñó como vicepresidenta de la Junta de supervisores de Harvard.
En junio de 2011, se unió a la junta directiva de la empresa india de tecnología y subcontratación Infosys el 1 de octubre de 2011, como directora adicional. Fudge fue en ese momento la única mujer en la junta y fue reclutada por el fundador saliente NR Narayana Murthy y el presidente del comité de nominaciones Jeffrey S. Lehman.
En septiembre de 2011, Fudge fue uno de los seis homenajeados del Salón de la Fama nombrados antes de la gala de noviembre de la Asociación Nacional de Directores Corporativos en la ciudad de Nueva York .

### Participación política y servicio público
Fudge en 2008, fue miembro del comité de finanzas de la campaña presidencial de Obama .
A principios de 2010, el presidente Obama nombró a Fudge para formar parte de la Comisión Nacional de Reforma y Responsabilidad Fiscal de 18 miembros, un panel bipartidista presidido por el exsenador Alan K. Simpson y el exjefe de personal de la Casa Blanca, Erskine Bowles. El resto del panel fue de tres miembros más designados por el presidente, seis miembros de la Cámara de Representantes de los EE. UU . y seis miembros del Senado de los EE. UU . La comisión se reunió por primera vez el 27 de abril de 2010 y tenía como fecha límite el informe de diciembre. Aunque las acciones específicas basadas en el informe fueron limitadas, los miembros de la comisión que también eran miembros del Congreso reaparecieron en la llamada Banda de los Seis en la primavera y el verano de 2011, en el debate sobre el aumento del techo de la deuda .
En septiembre de 2010, fue incluida como una de varios posibles candidatos para reemplazar a Larry Summers como director del Consejo Económico Nacional. Algunos informes indicaron que la Casa Blanca podría estar buscando una mujer ejecutiva con experiencia empresarial para ocupar el puesto.
En septiembre de 2011, Fudge se unió al foro "Go Big" del Comité para un Presupuesto Federal Responsable (CRFB). CRFB, junto con New America Foundation, Concord Coalition y Bipartisan Policy Center. Discutieron el camino a seguir para el Comité Selecto Conjunto sobre reducción del déficit y las razones por las que debería exceder su mandato.
Fudge también fue miembro de la Junta de Política de Asuntos Exteriores del Departamento de Estado.

## Premios y reconocimientos
En 1991 recibió el Premio Candace de la Coalición Nacional de 100 Mujeres Negras. En 2011 fue una de los seis homenajeados del Salón de la Fama nombrados antes de la gala de noviembre de la Asociación Nacional de Directores Corporativos en la ciudad de Nueva York.
Y en 2019 formó parte como Miembro de la Academia Estadounidense de las Artes y las Ciencias.